# Tobias Gramowski
Tobias Gramowski (* 1974 in Kaiserslautern) ist ein deutscher Schauspieler und Schauspiellehrer.

## Leben und Wirken
Tobias Gramowski erhielt seine Ausbildung zwischen 1997 und 2000 an der Schauspielschule Mainz. Von 2002 bis 2003 führte er an der Deutschen Film- und Fernsehakademie Berlin ein Gaststudium im Fach Filmregie durch. Seine Theaterauftritte in den Jahren 1998 bis 2004 erfolgten an der Schauspielschule Mainz, dem Staatstheater Mainz, dem Hessischen Staatstheater Wiesbaden und dem Pfalztheater Kaiserslautern. Er war wiederholt in deutschen Film- und Fernsehproduktionen zu sehen, bis er 2009 das Mainzer Schauspiellabor gründete. Bis zu dessen Schließung 2014 widmete er sich hier der Weiterbildung gelernter Theaterschauspieler für das Filmschauspiel.
Tobias Gramowski lebt in Mainz.

## Theaterrollen
- 1998: Willkommen (Revue) – Regie: Anette Krämer (Schauspielschule Mainz)
- 1999: Next – Regie: Andreas Mach (Schauspielschule Mainz)
- 1999: Das Dschungelbuch – Regie: Andreas Mach (Staatstheater Mainz)
- 2000: Ronja Räubertochter – Regie: Achim Thorwald (Hessisches Staatstheater Wiesbaden)
- 2004: Die Helden von Bern – Regie: Thomas Krauß (Pfalztheater Kaiserslautern)

## Filmografie (Auswahl)
- 1999: Kurz & schmerzvoll (Kurzfilm)
- 2000–2003: Für alle Fälle Stefanie (Fernsehserie, 3 Folgen)
- 2000: Schweigen ist Gold (Fernsehfilm)
- 2000: Scharf aufs Leben (Fernsehfilm)
- 2001: Alphateam – Die Lebensretter im OP (Fernsehserie, 1 Folge)
- 2002: Forsthaus Falkenau (Fernsehserie, 1 Folge)
- 2003: Tatort: Tödliche Souvenirs (Fernsehreihe)
- 2003: Nicht ohne meinen Anwalt (Fernsehserie, 3 Folgen)
- 2005: SOKO München (Fernsehserie, 1 Folge)
- 2007: Drei Reisende (Kurzfilm)
- 2008–2009: Geld.Macht.Liebe (Fernsehserie, 2 Folgen)
- 2009: Ein Fall für zwei (Fernsehserie, 1 Folge)